# Tournoi de clôture du championnat du Costa Rica de football 2013
Navigation
Saison précédente Saison suivante
Le Tournoi Clausura 2013 est le douzième tournoi saisonnier disputé au Costa Rica. 
C'est cependant la 97e fois que le titre de champion du Costa Rica est remis en jeu.
Lors de ce tournoi, le LD Alajuelense a tenté de conserver son titre de champion du Costa Rica face aux onze meilleurs clubs costariciens.
Chacun des douze clubs participant au championnat était confronté deux fois aux onze autres équipes. Puis les quatre meilleurs se sont affrontés lors d'une phase finale à la fin de la saison.
Seulement une place était qualificative pour la Ligue des champions de la CONCACAF.

## Les 12 clubs participants
| \| LD Alajuelense AD Belén CS Cartagines CS Herediano Limon FC Municipal Pérez Zeledon Puntarenas FC AD San Carlos SD Santos / Deportivo Saprissa CS Uruguay AD Carmelita \| Localisation des clubs. |
| LD Alajuelense AD Belén CS Cartagines CS Herediano Limon FC Municipal Pérez Zeledon Puntarenas FC AD San Carlos SD Santos / Deportivo Saprissa CS Uruguay AD Carmelita                               |

Ce tableau présente les douze équipes qualifiées pour disputer le championnat 2012-2013. On y trouve le nom des clubs, le nom des stades dans lesquels ils évoluent ainsi que la capacité et la localisation de ces derniers.
| Club                    | Stade                                   | Capacité | Ville                  |
| LD Alajuelense          | Stade Alejandro Morera Soto             | 17 900   | Alajuela               |
| AD Belén (en)           | Stade Polideportivo de Belén            | 3 000    | San Antonio            |
| AD Carmelita            | Stade Carlos Alvarado                   | 3 000    | Santa Bárbara          |
| CS Cartagines           | Stade José Rafael Fello Meza Ivankovich | 13 500   | Cartago                |
| CS Herediano            | Stade Eladio Rosabal Cordero            | 8 100    | Heredia                |
| Limon FC                | Stade Nuevo de Limón                    | 3 000    | Puerto Limón           |
| Municipal Pérez Zeledon | Stade Municipal Pérez Zeledón           | 6 000    | San Isidro del General |
| Puntarenas FC           | Stade Lito Pérez                        | 4 100    | Puntarenas             |
| AD San Carlos           | Stade Carlos Ugalde Álvarez             | 5 600    | Ciudad Quesada         |
| SD Santos               | Stade Ebal Rodríguez                    | 3 000    | Guápiles               |
| Deportivo Saprissa      | Stade Ricardo Saprissa                  | 23 100   | San José               |
| CS Uruguay              | Stade Municipal el Labrador             | 2 500    | Coronado               |

## Compétition
Le tournoi Clausura se déroule de la même façon que les tournois saisonniers précédents, en deux phases :
- La phase de qualification : les vingt journées de championnat.
- La phase finale : les matchs aller-retour allant des demi-finale à la finale.

### Phase de qualification
Lors de la phase de qualification les onze équipes affrontent à deux reprises selon un calendrier tiré aléatoirement.
Les quatre meilleures équipes sont directement qualifiées pour la phase finale.
Le classement est établi sur le barème de points classique (victoire à 3 points, match nul à 1, défaite à 0).
Le départage final se fait selon les critères suivants :
- Le nombre de points.
- La différence de buts générale.
- La différence de buts particulière.
- Le nombre de buts marqué.

#### Classement
| Rang | Équipe                  | Pts | J  | G  | N | P  | Bp | Bc | Diff |
| ---- | ----------------------- | --- | -- | -- | - | -- | -- | -- | ---- |
| 1    | CS Herediano            | 45  | 22 | 13 | 4 | 5  | 47 | 31 | +16  |
| 2    | CS Cartagines           | 41  | 22 | 12 | 5 | 5  | 29 | 18 | +11  |
| 3    | Deportivo Saprissa      | 38  | 22 | 11 | 5 | 6  | 36 | 26 | +10  |
| 4    | Municipal Pérez Zeledon | 35  | 22 | 10 | 5 | 7  | 31 | 28 | +3   |
| 5    | LD Alajuelense T        | 34  | 22 | 10 | 4 | 8  | 38 | 29 | +9   |
| 6    | Puntarenas FC           | 30  | 22 | 7  | 9 | 6  | 35 | 35 | 0    |
| 7    | SD Santos               | 29  | 22 | 8  | 5 | 9  | 22 | 30 | -8   |
| 8    | CS Uruguay P            | 28  | 22 | 7  | 7 | 8  | 30 | 27 | +3   |
| 9    | AD San Carlos           | 22  | 22 | 5  | 6 | 10 | 22 | 32 | -10  |
| 10   | AD Carmelita P          | 21  | 22 | 6  | 3 | 13 | 27 | 37 | -10  |
| 11   | Limon FC                | 21  | 22 | 4  | 9 | 9  | 19 | 31 | -12  |
| 12   | AD Belén (en)           | 19  | 22 | 4  | 7 | 11 | 27 | 39 | -12  |

| Légende : Qualifications et relégations | Légende : Qualifications et relégations          |
| --------------------------------------- | ------------------------------------------------ |
|                                         | Qualifié pour les demi-finale                    |
|                                         | T Tenant du titre P Promu de la saison 2011-2012 |

#### Matchs
| Résultats (▼dom., ►ext.)                                   | Alaj | Bel | Carm | Cart | Here | Lim | Muni | Punt | SanC | Sant | Sapr | Urug |
| LD Alajuelense                                             |      | 0-0 | 4-1  | 2-0  | 2-2  | 2-2 | 0-1  | 2-0  | 1-0  | 4-0  | 3-1  | 1-1  |
| AD Belén (en)                                              | 2-0  |     | 0-1  | 4-1  | 2-3  | 1-1 | 1-2  | 2-0  | 2-4  | 1-1  | 0-3  | 1-1  |
| AD Carmelita                                               | 3-1  | 3-0 |      | 0-2  | 3-5  | 1-0 | 0-1  | 1-1  | 2-0  | 0-1  | 0-1  | 3-0  |
| CS Cartagines                                              | 1-0  | 2-3 | 2-0  |      | 2-1  | 3-0 | 0-1  | 1-0  | 2-0  | 0-0  | 1-3  | 1-2  |
| CS Herediano                                               | 2-1  | 3-1 | 1-1  | 0-2  |      | 2-1 | 5-1  | 4-1  | 2-0  | 4-1  | 1-2  | 2-1  |
| Limon FC                                                   | 1-0  | 1-1 | 0-2  | 1-1  | 1-2  |     | 1-1  | 1-1  | 0-2  | 1-0  | 2-0  | 2-1  |
| Municipal Pérez Zeledon                                    | 4-1  | 2-1 | 3-1  | 1-2  | 2-0  | 3-0 |      | 0-0  | 2-0  | 1-1  | 1-2  | 1-1  |
| Puntarenas FC                                              | 2-4  | 4-2 | 2-2  | 1-1  | 3-3  | 2-1 | 3-2  |      | 3-0  | 3-0  | 2-2  | 1-0  |
| AD San Carlos                                              | 2-3  | 1-1 | 2-1  | 0-0  | 1-2  | 1-1 | 1-1  | 0-0  |      | 2-0  | 1-1  | 1-1  |
| SD Santos                                                  | 1-4  | 2-1 | 4-1  | 0-1  | 1-0  | 0-0 | 3-1  | 3-1  | 3-2  |      | 0-2  | 1-0  |
| Deportivo Saprissa                                         | 1-0  | 1-1 | 1-0  | 2-3  | 0-0  | 2-2 | 4-0  | 2-3  | 1-2  | 1-0  |      | 2-1  |
| CS Uruguay                                                 | 2-3  | 3-0 | 2-1  | 1-1  | 2-3  | 3-0 | 1-0  | 2-2  | 4-1  | 0-0  | 1-0  |      |
| - Victoire à domicile - Match nul - Victoire à l'extérieur |      |     |      |      |      |     |      |      |      |      |      |      |

### Classement cumulatif
| Rang | Équipe                  | Pts | J  | G  | N  | P  | Bp | Bc | Diff |
| ---- | ----------------------- | --- | -- | -- | -- | -- | -- | -- | ---- |
| 1    | CS Herediano C          | 82  | 44 | 22 | 11 | 10 | 84 | 56 | +28  |
| 2    | Deportivo Saprissa      | 81  | 44 | 24 | 9  | 11 | 77 | 48 | +29  |
| 3    | LD Alajuelense C        | 78  | 44 | 23 | 9  | 12 | 74 | 51 | +23  |
| 4    | Municipal Pérez Zeledon | 63  | 44 | 18 | 9  | 17 | 66 | 59 | +7   |
| 5    | CS Cartagines           | 62  | 44 | 17 | 11 | 16 | 53 | 43 | +10  |
| 6    | SD Santos               | 61  | 44 | 17 | 10 | 17 | 61 | 67 | -6   |
| 7    | CS Uruguay P            | 58  | 44 | 16 | 10 | 18 | 55 | 58 | -3   |
| 8    | Limon FC                | 54  | 44 | 13 | 16 | 16 | 50 | 61 | -11  |
| 9    | Puntarenas FC           | 52  | 44 | 12 | 16 | 16 | 57 | 69 | -12  |
| 10   | AD Belén (en)           | 47  | 44 | 11 | 14 | 19 | 50 | 66 | -16  |
| 11   | AD Carmelita P          | 46  | 44 | 12 | 10 | 22 | 48 | 70 | -22  |
| 12   | AD San Carlos           | 42  | 44 | 10 | 11 | 22 | 46 | 73 | -27  |

| Légende : Qualifications et relégations | Légende : Qualifications et relégations                                        |
| --------------------------------------- | ------------------------------------------------------------------------------ |
|                                         | Ligue des champions de la CONCACAF 2013-2014 (Phase de groupes)                |
|                                         | Relégué en Segunda División                                                    |
|                                         | C Vainqueur d'un des deux tournois de la saison P Promu de la saison 2011-2012 |

### La Phase Finale
Les quatre équipes qualifiées sont réparties dans le tableau final d'après leur classement général, le deuxième affrontant le troisième et le premier affrontant le quatrième lors des demi-finales.
En cas d'égalité sur la somme des deux matchs, c'est la position au classement général qui départage les deux équipes, sauf pour la finale où des prolongations puis une séance de tirs au but ont éventuellement lieu.

#### Tableau
|  |                         |            |               |            |              |     |      |        |        |        |        |        |
|  | 1/2 finale              | 1/2 finale | 1/2 finale    | 1/2 finale | 1/2 finale   |     |      | Finale | Finale | Finale | Finale | Finale |
|  |                         |            |               |            |              |     |      |        |        |        |        |        |
|  |                         |            |               |            |              |     |      |        |        |        |        |        |
|  | CS Herediano            | (1)        | 4             | 1          |              |     |      |        |        |        |        |        |
|  | CS Herediano            | (1)        | 4             | 1          |              |     |      |        |        |        |        |        |
|  | Municipal Pérez Zeledon | (4)        | 3             | 0          |              |     |      |        |        |        |        |        |
|  | Municipal Pérez Zeledon | (4)        | 3             | 0          | CS Herediano | (1) | 1    | 3      | 0(5)   |        |        |        |
|  |                         |            |               |            |              | (1) | 1    | 3      | 0(5)   |        |        |        |
|  |                         |            | CS Cartagines | (2)        | 3            | 1   | 0(4) |        |        |        |        |        |
|  | CS Cartagines           | (2)        | CS Cartagines | (2)        | 3            | 1   | 0(4) | 1      | 0      | 0      |        |        |
|  | CS Cartagines           | (2)        |               |            |              |     |      | 1      | 0      | 0      |        |        |
|  | Deportivo Saprissa      | (3)        | 1             | 0          | 0            |     |      |        |        |        |        |        |
|  | Deportivo Saprissa      | (3)        | 1             | 0          | 0            |     |      |        |        |        |        |        |

#### Demi-finales
| Club          | Aller | Retour | Club                    | Commentaire                               |
| CS Herediano  | 4-3   | 1-0    | Municipal Pérez Zeledon |                                           |
| CS Cartagines | 1-1   | 0-0    | Deportivo Saprissa      | Qualifié grâce à son meilleur classement. |

#### Finale
| Match aller | CS Cartagines                                                   | 3:1 | CS Herediano     | Stade José Rafael Ivankovich |                           |
| 19 mai 2013 | 53e Carlos Johnson · 55e Mauricio Castillo · 63e Randall Brenes |     | 25e Victor Núñez | Arbitrage : Jeffrey Solís    | Arbitrage : Jeffrey Solís |

| Match retour | CS Herediano                                                                | 3:1 (a.p.)      | CS Cartagines                                                                    | Stade Eladio Rosabal Cordero |                            |
| 25 mai 2013  | 39e Víctor Núñez · 51e Víctor Núñez · Buteur inconnu                        | (1:0)           | 109e Andrés Lezcano                                                              | Arbitrage : Randall Poveda   | Arbitrage : Randall Poveda |
| 25 mai 2013  | Pablo Salazar · Yosimar Arias · Yendrick Ruiz · Leonel Moreira · Minor Díaz | Tirs au but 5:4 | Danny Fonseca · Paolo Jiménez · Randall Alvarado · Andrés Flores · Félix Montoya | Arbitrage : Randall Poveda   | Arbitrage : Randall Poveda |

## Bilan du tournoi
| Tournoi de clôture du championnat de football du Costa Rica 2013 |                          |
| Champion                                                         | CS Herediano (23e titre) |
| Dauphin                                                          | CS Cartagines            |
| Qualifications continentales                                     |                          |
| Ligue des champions 2013-2014 (Phase de groupes)                 | CS Herediano             |
| Ligue des champions 2013-2014 (Phase de groupes)                 | CS Cartagines            |
| Promotions et relégations                                        |                          |
| Promus en Primera División                                       | Universidad              |
| Relégués en Segunda División                                     | AD San Carlos            |

## Statistiques

### Buteurs
| Rang | Nom               | Équipe                  | Buts |
| 1    | Víctor Núñez      | CS Herediano            | 13   |
| 2    | Yendrick Ruiz     | CS Herediano            | 11   |
| 2    | Alejandro Aguilar | AD Carmelita            | 10   |
| 4    | Jerry Palacios    | LD Alajuelense          | 9    |
| 4    | Álvaro Sánchez    | LD Alajuelense          | 9    |
| 4    | Johan Venegas     | Puntarenas FC           | 9    |
| 7    | Daniel Quirós     | Puntarenas FC           | 8    |
| 7    | Luciano Bostal    | Municipal Pérez Zeledon | 8    |